# Andicola
Andicola là một chi bướm đêm thuộc họ Noctuidae.